# Lucas (película)
Lucas (La inocencia del primer amor en Hispanoamérica) es una película del género de drama adolescente, producida y dirigida por David Seltzer en 1986, con las actuaciones de Corey Haim (Lucas), Charlie Sheen (Cappie), Winona Ryder (Rina) y Kerri Green (Maggie) la película fue distribuida en los Estados Unidos por Twentieth Century Fox Film Corporation.

## Sinopsis
Durante el verano, Lucas (Corey Haim) conoce a Maggie (Kerri Green), una chica que acaba de mudarse a la ciudad, después del divorcio de sus padres. Ellos vivirán días fantásticos entre pantanos y conciertos de música clásica, hasta que empieza el nuevo año escolar, en donde Lucas se reencuentra con sus compañeros de clase, quienes lo humillan por ser un estudiante aplicado y por sus costumbres peculiares.
Al final, Lucas intentará demostrar a los demás que puede ser un chico como todos, aunque para ello deba hacer cosas no apropiadas para consigo mismo.

## Reparto
| Actor                 | Personaje   |
| --------------------- | ----------- |
| Corey Haim            | Lucas Blye  |
| Kerri Green           | Maggie      |
| Charlie Sheen         | Cappie Roew |
| Courtney Thorne-Smith | Alise       |
| Winona Ryder          | Rina        |
| Tom Hodges            | Bruno       |
| Guy Boyd              | Entrenador  |
| Jeremy Piven          | Spike       |
| Garrett M. Brown      | Sr. Kaiser  |